# Felix Vá
Artykuł ten został zgłoszony do umieszczenia na stronie głównej w rubryce „Czy wiesz”.
Pomóż nam go sprawdzić: oceń zgłoszoną nominację.
Vladimiro Etson António Félix (ur. 24 sierpnia 1998 w Cambambe) – angolski piłkarz, reprezentant kraju, w sezonie 2025/2026 zawodnik norweskiego Lillestrøm SK.
W swojej karierze reprezentował między innymi cypryjskie Pafos FC, Apollon Limassol czy szwedzkie Djurgårdens IF.

## Kariera klubowa
Vá rozpoczął swoją karierę juniorską w angolskim Realu Sambila, w którym grał do 2016 roku. Wówczas przeniósł się do Progresso Associação do Sambizanga, którego barwy reprezentował przez kolejne dwa lata.

### Leixões SC
Swoją profesjonalną karierę rozpoczął w portugalskim Leixões SC, gdzie zanotował 3 występy w Liga Portugal 2 (wówczas Liga Pro) w sezonie 2017/2018. Każdorazowo wchodził na boisko z ławki rezerwowych. W Leixões występował z numerem 71.

### Petro Luanda
Na początku okresu przygotowawczego w sezonie 2018/2019 Felix Vá powrócił do rodzimej Angoli, gdzie przez niemal rok reprezentował barwy Petro Luandy. Reprezentował klub w ośmiu spotkaniach Afrykańskiego Pucharu Konfederacji, strzelając 4 bramki. W Petro Luandzie występował z numerem 28.

### Pafos FC
W sezonie 2017/2018 zamienił Angolę na Cypr, gdzie przywdział barwy Pafos FC. W barwach drużyny z Pafos Vá rozegrał 42 spotkania i strzelił 7 bramek. Na jego dorobek składa się 40 występów w Protathlima A’ Kategorias oraz 2 w Pucharze Cypru. Z cypryjską drużyną rozstał się wraz z końcem sezonu 2022/2023. W Pafos początkowo występował z numerem 28, który później zmienił na siódemkę.

### Apollon Limassol
Pierwszego lipca 2022 roku przeszedł do ligowego rywala Pafos FC – Apollona Limassol.
W barwach drużyny z Limassolu rozegrał 34 spotkania i strzelił trzy bramki. Na jego dorobek składa się 28 występów w Protathlima A’ Kategorias, spotkanie w Pucharze Cypru, Superpucharze Cypru, dwa spotkania w kwalifikacjach do Ligi Mistrzów UEFA, dwa spotkania w kwalifikacjach do Ligi Europy UEFA, oraz dwa spotkania w fazie grupowej Ligi Konferencji UEFA. Z Apollonem zdobył również swoje pierwsze krajowe trofeum – Superpuchar Cypru, w sezonie 2022/2023. W meczu pucharowym zdobył bramkę, a na boisku przebywał przez 85 minut. W Apollonie występował z numerem 23.

### Djurgårdens IF
7 lipca 2023 roku został wykupiony przez szwedzkie Djurgårdens IF za kwotę 150 tysięcy euro. W brawach Stockholms Stolthet rozegrał 11 spotkań ligowych oraz trzy spotkania w ramach Pucharu Szwecji. Był również powołany na dwumecz w ramach drugiej rundy eliminacji do Ligi Konferencji UEFA przeciwko FC Luzern. Djurgårdens przegrali dwumecz, a Vá obydwa spotkania spędził na ławce rezerwowych. W trakcie pobytu w Sztokholmie został wypożyczony do norweskiego Lillestrøm SK, gdzie przebywał od 28 marca 2024 roku, do 16 lipca 2024 roku, kiedy to Norwegowie zdecydowali się na wykup Felixa Vá. W Djurgårdens IF występował z numerem 18.

### Lillestrøm SK
Do norweskiego Lillestrøm SK początkowo został wypożyczony z Djurgårdens IF w rundzie wiosennej sezonu 2023/2024. Po zakończeniu wypożyczenia, 17 lipca 2024 roku Lillestrøm SK zdecydowało się na wykup zawodnika za kwotę 300 tysięcy euro. W barwach Kanarifuglene do 12 sierpnia 2025 roku rozegrał 45 spotkań, z czego 25 w Eliteserien, 12 w ramach 1. divisjon oraz 8 spotkań w Pucharze Norwegii. W Lillestrøm SK występuje z numerem 20.

## Kariera reprezentacyjna
Vá pierwszy raz został zgłoszony do osiemnastki meczowej w 2016 roku, natomiast pierwsze cztery spotkania spędził na ławce rezerwowych. W reprezentacji udało mu się zadebiutować 28 marca 2017 w meczu towarzyskim przeciwko Republice Południowej Afryki, w którym na boisku przebywał przez 25 minut. Na dzień 12 sierpnia 2025 roku w narodowych barwach rozegrał 19 spotkań. W reprezentacji występuje z numerem 17.

## Sukcesy

### Apollon Limassol
- Superpuchar Cypru: 2022/2023[9]